# Bignum
Um pacote bignum num computador ou programa de computador permite a representação interna de números inteiros, racionais, decimais, ou Pontos flutuantes tão extensos quanto for desejado e fornece um conjunto de operações aritméticas sobre esses números.
Os números são normalmente guardados como uma ou duas listas de dígitos (ou valores de ordem maior), codificados em binário. Ao contrário de tipos de dados hardware, os bignums podem variar em tamanho, usando memória dinamicamente alocada.
Foram implementados pela primeira vez no Maclisp. Mais tarde, o sistema operativo VAX/VMS oferecia capacidades bignum como uma coleção de funções string. Hoje, bibliotecas de bignum estão disponíveis para as linguagens de programação mais modernas. A GNU Multi-Precision Library é uma biblioteca em C gratuita que oferece atributos bignum. Todos os sistemas de álgebra computacional implementam facilidades bignum.
Sistemas bignum muitas vezes usam rápidos algoritmos de multiplicação e divisão e muitos fornecem primitivos números teóricos, tais como a exponenciação modular.